# イリナキウサギ
イリナキウサギ（Ochotona iliensis）は、ナキウサギ科の哺乳類の一種であり、中華人民共和国北西部の固有種である。1983年に発見されて以降、数十年に渡って研究されてきた。
恐らく地球温暖化に起因する気温上昇や、放牧圧の上昇、大気汚染等の影響により、個体数は急速に減少している。
国際自然保護連合が2018年に行った直近の調査によると、個体数は約1000体以下で、絶滅危惧種となっている。

## 概要
イリナキウサギの外見は、スマトラウサギにいくらか似ている。ナキウサギとしては大きく、体長は20.3-20.4 cm、体重は250 gに達する。毛色は明るく、額、頭頂部、首の側面に大きな赤錆色の斑点を持つ。酸素濃度が低い高地に住むため、捕食者を避けることができている。

## 分布
中国北西部の新疆ウイグル自治区にある天山山脈の固有種である。模式産地はニルカ県ジリマラレ山（吉里馬拉勒山）。最近の調査では天山山脈北麓でのみ記録があり、南麓のクチャ市、および北麓のジリマラレ山やフトビ南山では絶滅したと考えられている。

## 生態
通常約2800 mから4100 mの高地の崖錐の斜面に生息する。通常、草食であり、草を食べる。ゆるやかに傾斜した岩壁や巣穴となる裂け目や穴のある崖面に暮らす。発見以降の数十年で、天山山脈の北側、東経82°21′から87°25′までの範囲の11か所の生息地が発見された。天山山脈の南側でも、東経82°20′から84°13′までの範囲で、2か所の生息地が発見されているが、2014年の調査では南側からは見つかっておらず、絶滅した可能性が指摘されている。イリナキウサギは天山山脈の南北域でしか発見されておらず、これらの経度は、この種の分布可能な限度を示している。
生態や行動については、ほとんど分かっていない:37。イリナキウサギは、個体密度が低い。主に昼行性だが、夜行性の行動も見せる。繁殖期には、2匹の子供を産むが、そのうち育つのは1匹だけである。2匹目の子供は、母の脂肪の貯蔵が使い果たされた分娩発情後に妊娠する。そのため、2匹目の子供は成長に必要な資源が制約されているため、放棄される。
岩場に住む他のナキウサギと同様に非社交的であるが、発声はあまり行わない。また、季節によって、昼夜の活動時間の割合を変える。冬期間は昼の行動時間が多いが、春や秋には、夜間により活動的になる。

## 保存
1983年に自然保護活動家の李維東（Li Weidong）によって1頭のナキウサギが捕獲された。3年間の研究の後、新疆ウイグル自治区最西端のイリ・カザフ自治州で発見されたことから、李維東と中国科学院の馬勇 (Ma Yong) はOchotona iliensisと名付けた。その後、2014年5月に再度李らに観察されるまでは、再び発見されることはなかった。2015年までに、合計29の生体の観察例が報告されている。
1985年には2体が捕獲され、あわせて3標本が本種の原記載に用いられた。さらにその後10年間に生息域等の調査が行われたが、個体がほぼ現れなかったため、上手くいかなかった。イリナキウサギの生息地としては6か所が知られており、そのうち2か所では発見時点で既に絶滅していた。2002年から2003年の調査では、6か所中3か所で絶滅していることが報告された。
個体数は、ここ15年で70%減少している。個体数の減少は生息域の様々な場所で観察されている。最近の調査では、イリナキウサギは、北麗のジリマラレ山やフトビ南山、南麗のTelimati Daban（クチャ市鉄里買提達坂）では既に絶滅したことが示されている。Jipuk（精河県基普克山区）、Tianger Apex（天格爾峰）の各地域でも個体数は減少している。新疆ウイグル自治区のBayingou（巴音溝）地域だけは、豊富な個体数が存在する兆候が示され、1990年代初めには全体でおよそ2000頭の成体が生息していたと推定されている。個体数減少の正確な原因は明らかではないが、気候変動による放牧圧や大気汚染の増加が負の影響を与えていると推測されている。温暖化により、もともと低い場所にあった植生や動物種が増加し、これまでこの種が出会うことのなかったキツネ等の新たな捕食者が増加したことが示唆されている。また、病気が広がったことや、この地域での人の活動が増えたことも原因として考えられている。個体密度や繁殖率、分散能力が低いことから、一旦個体数が減少してしまうと、回復しにくくなっている。捕獲した個体を用いたある研究で、より低地の餌にも適応する能力があることが示された。気候変動による生息地の気温上昇により、この種に適した温度を求めてより高い標高に移動するが、山頂まで達すると、他に移動する場所がなくなる。イリナキウサギの生息地での保護活動は知られていない。